# 沃爾布勒河
46°58′35″N 7°27′52″E / 46.97649°N 7.46457°E

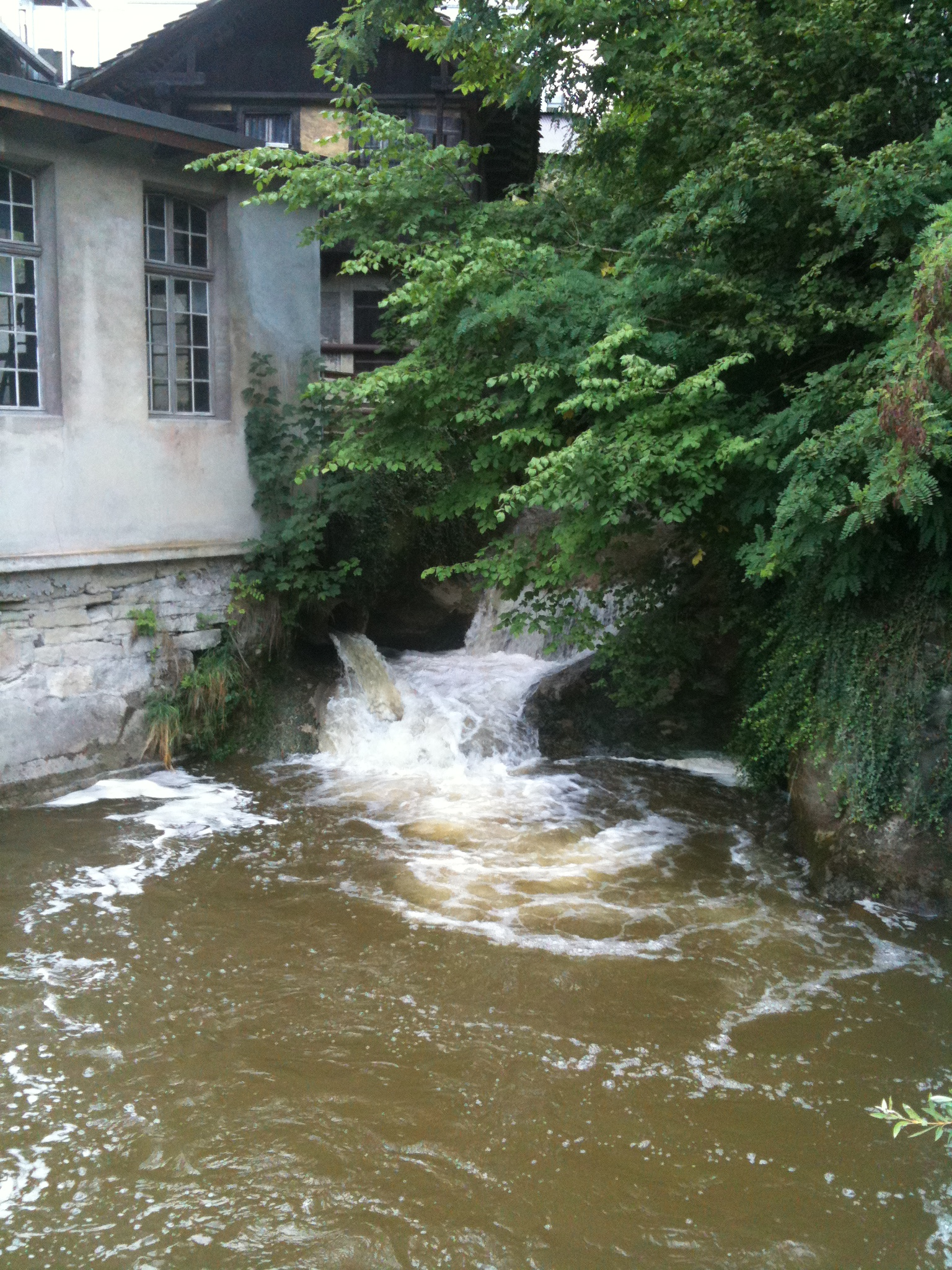

沃爾布勒河是瑞士的河流，位於該國中西部，流經伯恩州，屬於阿勒河的右支流，河道全長15.3公里，流域面積69.8平方公里，河口處在伊蒂根。